# Pic Rossell
El Pic Rossell és una muntanya de 2.010 metres que es troba al municipi d'Espot, a la comarca del Pallars Sobirà.